# Betbezer-d’Armagnac
Betbezer-d’Armagnac település Franciaországban, Landes megyében. Lakosainak száma 133 fő (2022. január 1.). Betbezer-d’Armagnac Labastide-d’Armagnac, Lagrange, Mauvezin-d’Armagnac, Saint-Julien-d’Armagnac és Saint-Justin községekkel határos.

## Népesség
A település népességének változása:
| Lakosok száma | 153  | 155  | 135  | 134  | 139  | 141  | 149  | 151  | 152  | 133  |
|               | 1968 | 1982 | 1990 | 2006 | 2013 | 2015 | 2017 | 2019 | 2020 | 2022 |